# Quinquereme

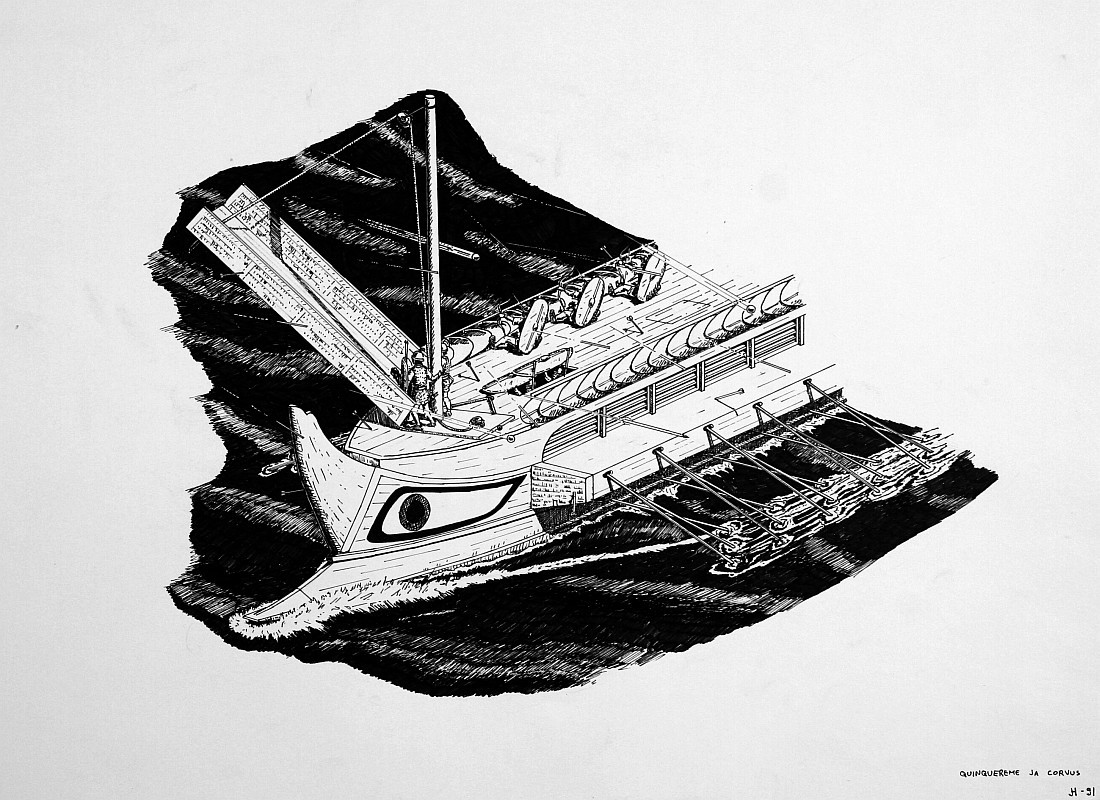
Vorstellung einer Quinquereme mit drei Ebenen und Enterbrücke (nach Jukka M. Heikkilä)

Eine Quinquereme (lateinisch quinqueremis [navis], von quinque ‚fünf‘ und remus ‚Riemen‘), Fünfruderer oder Pentere (altgriechisch πεντήρης pentḗrēs) ist ein antikes Ruderkriegsschiff, bei dem jeweils fünf Ruderer eine Einheit bildeten.

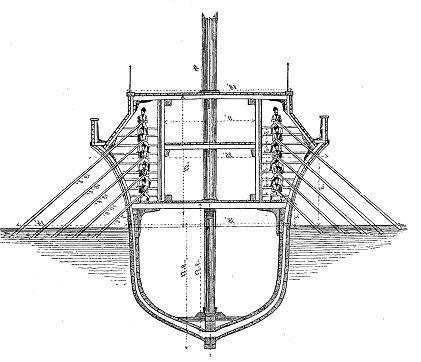
Vorstellung einer Quinquereme mit fünf Ruderebenen (nach Graser)

Auf wie viele Ebenen die Ruderer verteilt waren, ist in der Forschung umstritten, da die Angaben der antiken Autoren und bildliche Darstellungen in dieser Hinsicht zu knapp sind. Es gibt bis zum heutigen Tag keine Abbildung und keinen archäologischen Fund eines Schiffes mit mehr als drei Ebenen. Somit ist man sicher, dass es keine Riemenschiffe mit mehr als drei Ebenen gab. Ein Riemenschiff mit fünf Ebenen übereinander, wie der Entwurf von Bernhard Graser zeigte, ist faktisch unfahrbar. Die Synchronisation der Ruderebenen ist unmöglich. Vermutlich hatten die meisten „Fünfruderer“ drei Ebenen wie die Triere, wobei zwei Riemen doppelt besetzt waren.
Laut Polybius hatten die römischen Quinqueremes in der Schlacht am Kap Ecnomus eine Gesamtbesatzung von 420 Mann, davon 300 Ruderer und der Rest Marinesoldaten. Abgesehen von einer Decksbesatzung von etwa 20 Mann und unter Annahme einer 2-2-1-Rudererbesatzung hätte die Quinqueremes 90 Ruder auf jeder Seite und 30 Ruderer in Reihen.  Die voll ausgerüstete Quinquereme konnte auch eine Marineeinheit von 70 bis 120 Mann befördern, was einer Gesamtbesatzung von etwa 400 Mann entsprach. Ein „Fünfruderer“ war etwa 45 m lang, verdrängte etwa 100 Tonnen, war auf Wasserhöhe etwa 5 m breit und hatte ein Deck, das etwa 3 m über dem Meer stand. Polybius sagte, dass die Quinquereme der alten Trireme überlegen war, die von vielen kleineren Seestreitkräften in beträchtlicher Zahl im Dienst gehalten wurde. Aus den Berichten von Livius und Diodorus Siculus geht auch hervor, dass der „Fünfruderer“ aufgrund des höheren Gewichts bei schlechtem Wetter bessere Leistungen erbrachte als die Trireme.
Quinqueremen wurden wahrscheinlich zuerst im 4. Jahrhundert v. Chr. von den Karthagern oder Dionysios I. von Syrakus entwickelt. In den hellenistischen Monarchien entstanden noch größere Schiffstypen mit sechs, zehn oder noch mehr Ruderern pro Einheit, die aber nie in größerer Zahl verwendet wurden.
„Fünfruderer“ waren (von einzelnen Flaggschiffen abgesehen) die größten Kriegsschiffe der Karthager und wurden auch in den Punischen Kriegen benutzt.
Auch die Römer bauten Quinqueremen. Nach Polybios kopierten die römischen Schiffbauer eine gestrandete karthagische Quinquereme und bauten 100 Schiffe nach diesem Vorbild. In der Seeschlacht von Mylae im Jahr 260 v. Chr. besiegten sie mit dem neuartigen Corvus, einer Art Enterbrücke, ausgestatteten römischen Quinqueremen ihre karthagischen Gegner.
Die Bezeichnung eines solchen Schiffes als Galeere sollte vermieden werden. Diese Bezeichnung ist eigentlich nur für die Ruderkriegsschiffe vom späten Mittelalter bis ins 18. Jahrhundert hinein korrekt.